# さんタク
『さんタク』（英称：SANTAKU）は、フジテレビ系列で2003年から放送されている特別番組及びバラエティ番組である。明石家さんまと木村拓哉の冠番組である。ステレオ放送、文字多重放送、ハイビジョン制作を実施。
毎年お正月（2003年・2004年・2006年 - 2011年は1月3日、2005年・2012年 - 2016年・2018年以降は1月1日（元日）・2024年は番組放送中に能登半島地震が発生したため報道特番に切り替わり後半の約50分が放送されなかったため1月20日に一部地域で未放送部分を放送）の夕方に放送されている新春特別番組である。ただし、2017年は木村の所属していたSMAPの解散により、例年通りの正月ではなく、同年4月10日に当番組が放送された。

## 概要
当番組のコンセプトは、「明石家さんまと木村拓哉がやりたいことをやる」であり、「やりたいこと」のキーワードがちりばめられたトーク部分に、それを実際に行うロケとスタジオ収録部分がリンクしながら進行する番組である。とは言え、飛行機恐怖症 で通常は陸路で移動をするさんまが、当番組ではスカイダイビングに挑戦するなど、さんま・木村のお互いが苦手なものや、やったことのないものを選ぶことが多く、さんま・木村の2人の素の姿が窺える。
トーク部分の収録は、さんまと木村のスケジュールの都合や、その後にロケの収録も行う必要があるため、放送前年の11月中に行われ、さんま曰く、新春特番史上最も収録が早い。当番組のドライブシーンで流れるBGMは、さんま・木村の2人の選曲によるものである。
当番組は、さんま・木村の2人が2002年に同局で放送されたテレビドラマ『空から降る一億の星』で共演し、公私共に交流を深め、その打ち上げの席の場で企画が出たことに始まる。当番組の企画・発案は、同局の『SMAP×SMAP』のディレクターであり、さんまと親交のある小松純也（現・スチールヘッド代表取締役）。
さんまは自身がパーソナリティーを務める『ヤングタウン土曜日』（2016年12月3日）で当番組の2017年の正月放送がないことが発表されたが、2017年2月25日の同番組にて、本番組が4月に放送されることを明らかにした。
毎年1月2日の夕方には、『新春大売り出し!さんまのまんま』が放送されていて、本番組が元日（1月1日）もしくは1月3日に放送されることに伴い、フジテレビ系の夕方帯にさんまが2日連続（元日（1月1日）・1月2日、1月2日・1月3日）でそれぞれ出演することになる。
2017年のみ4月にゴールデン・プライム枠で放送、2018年から再び例年通り、元日（1月1日）の夕方、1月3日の夕方での放送となる。
2021年の元日（1月1日）の放送では、当番組初の生放送で行われた。

## 出演者

### レギュラー（MC）
- 明石家さんま
- 木村拓哉[注 3]

### ナレーター
- ケント・フリック

## 放送日時
| 回数    | 放送日                                                            | 放送時間（JST）              |
| ------- | ----------------------------------------------------------------- | ---------------------------- |
| 第1回   | 2003年1月3日（金曜日）                                            | 16:30 - 18:45                |
| 第2回   | 2004年1月3日（土曜日）                                            | 16:30 - 18:30                |
| 第3回   | 2005年1月1日（土曜日）                                            | 15:45 - 18:00                |
| 第4回   | 2006年1月3日（火曜日）                                            | 16:30 - 19:00                |
| 第5回   | 2007年1月3日（水曜日）                                            | 16:30 - 18:30                |
| 第6回   | 2008年1月3日（木曜日）                                            | 16:30 - 18:30                |
| 特別回1 | 2008年7月27日（日曜日）                                           | 12:08頃 - 14:00頃            |
| 第7回   | 2009年1月3日（土曜日）                                            | 16:30 - 18:30                |
| 第8回   | 2010年1月3日（日曜日）                                            | 16:30 - 18:30                |
| 特別回2 | 2010年6月21日（月曜日）                                           | 22:45 - 23:39                |
| 第9回   | 2011年1月3日（月曜日）                                            | 16:00 - 18:15                |
| 第10回  | 2012年1月1日（日曜日）                                            | 15:40 - 18:00                |
| 第11回  | 2013年1月1日（火曜日）                                            | 15:40 - 18:00                |
| 第12回  | 2014年1月1日（水曜日）                                            | 14:30 - 16:30                |
| 特別回3 | 2014年7月27日（日曜日）                                           | 15:40頃 - 17:00頃            |
| 第13回  | 2015年1月1日（木曜日）                                            | 15:40 - 18:00                |
| 第14回  | 2016年1月1日（金曜日）                                            | 15:40 - 18:00                |
| 第15回  | 2017年4月10日（月曜日）                                           | 21:00 - 23:18                |
| 第16回  | 2018年1月1日（月曜日）                                            | 16:00 - 18:00                |
| 第17回  | 2019年1月1日（火曜日）                                            | 16:00 - 18:00                |
| 第18回  | 2020年1月1日（水曜日）                                            | 16:00 - 18:00                |
| 第19回  | 2021年1月1日（金曜日）                                            | 15:00 - 18:00                |
| 第20回  | 2022年1月1日（土曜日）                                            | 16:00 - 18:00                |
| 第21回  | 2023年1月1日（日曜日）                                            | 15:00 - 17:00                |
| 第22回  | 2024年1月1日（月曜日） （中断）2024年1月20日（土曜日） （短縮版） | 15:00 - 16:15頃16:00 - 16:55 |
| 第23回  | 2025年1月1日（水曜日）                                            | 15:00 - 17:00                |

## 放送内容

### 第1回（2003年）
- さんまの希望によりサーフィンに挑戦。サーフィンが趣味である木村の指導で、極寒の海にて決行。寒さが苦手なさんまは途中リタイア。
- ダーツ対決ではさんまが勝利するも、ビリヤード対決では木村が勝利。
- スーパーアイドルの木村にキャバクラを初体験させるため夜の六本木へ。このときジミー大西がゲスト出演。
- エンディングでは木村がギター弾き語りで「アミダばばあの唄」を熱唱。

### 第2回（2004年）
- カヌーで激流下り。負けず嫌いの木村が嫌がるさんまを連れて何度も挑戦。
- 河原でキャンプ。木村の趣味であるフライ・フィッシングをしたあとテントで一泊する予定だったが、どうにも居心地が悪くなり帰路に就く。
- バドミントン対決。結果はさんまの圧勝。
- さんまが大ファンであるエミネムに近づくため、ラップに挑戦。2人に纏わるオリジナル歌詞を披露。

### 第3回（2005年）
- 2人の原点に帰ることをコンセプトに「空から降ってみる」→スカイダイビングに挑戦。木村は大興奮もさんまはグッタリ。
- 木村が大喜利に挑戦。大御所芸人・さんまの厳しい指導を受ける。
- 美味しいごはんの友を賭けて射撃対決。何故か翌年の海外ロケが決定（しかし結局実現せず）。
- ビヨンセになりきってプロモーションビデオのパロディを撮影。木村ビヨンセにスタッフ興奮。
- 心霊ホテルで豪華ディナータイム。さんま・木村共に大いに怖がる。

### 第4回（2006年）
- 『へんないきもの』という本に感化されたさんまの希望で、トビイカを見に宮古島へ。船で沖合いに出たところ、いつの間にか木村がマグロ釣りに挑むことに。
- 恒例のドライブシーン。今年は何故か軽トラック。
- フリースローとアメフトで対決を行い、木村が2連勝。
- 「いい加減落ち着け」と言う木村たっての願いで、さんまの本気の彼女を探すために番組でお見合いを決行。
- エンディングではアニメ『うる星やつら』ファンのさんまの希望で、木村が主題歌、『ラムのラブソング』（松谷祐子）をギター弾き語り。

### 第5回（2007年）
- 木村の『華麗なる一族』（TBS）の撮影やさんまの仕事の関係上撮影日数が1日だった（企画決めトーク無し）。
- ロッククライミングに木村が挑戦。今回ロッククライミングの行われた場所は「ファイト!」「一発!」のリポビタンDの撮影が断念されたほどの所であった。
- 対決コーナーでは乗馬で対決。木村が勝利。
- 「人生ゲーム」風のボードゲームにてそれぞれの経歴を元にして作成されたマスの内容を実行（出演ドラマのワンシーンなどを再現）。
- さんまの本気の彼女を探すため、また番組でお見合いを決行。木村もかなり興奮していた。
- エンディングでは、さんまがドラム缶風呂につかりながら、1986〜1987年のクリスマスイブに日本テレビで放送された『メリー・クリスマス・ショー』（さんまが司会）のエンディングで総出演者で歌われたユーミンと桑田合作の『Kissin' Christmas (クリスマスだからじゃない)』（桑田佳祐 & His Friends）をタイトルを「Kissin' Santaku」、歌詞の「クリスマス」を「さんタク」などと変更し木村がギターで弾き語りした。

### 第6回（2008年正月）
- 表参道ヒルズ内のカラーリング専門店で、さんまが人生初の茶髪。
- 宮崎県でオールロケ。東国原英夫宮崎県知事がスペシャルゲスト。
- 企画決めトーク中、笑福亭鶴瓶へ電話。就寝中の鶴瓶を起こす。嫌そうな鶴瓶が一度切るも今度は鶴瓶から発信。
- 恒例の対決は「和」をテーマに相撲と剣道で対決。相撲はさんまが勝利、剣道は木村が勝利。
- 相沢紗世と木村プロデュースのドラマ撮影で共演。“寝ない男”さんまの寝顔を公開。翌日、海へ誘い親睦を深める。
- エンディングは歌でなく女形に挑戦。放送当時16歳の女形早乙女太一がゲスト出演、2人に模範演技を見せ指導する。

### 特別回1（2008年夏）
- さんまが総合司会を務める『FNS27時間テレビ!! みんな笑顔のひょうきん夢列島!!』（フジテレビ）のコーナーとして生放送。
- フジテレビ湾岸スタジオ屋上からのロケ中継。木村曰く「さんまさんの休憩時間」。
- 夏場の屋外らしく、シャワーを用意。6名の水着美女と渡辺和洋アナウンサーが登場。シャワーのボタンを押すとサウンドステッカーのBGM『ベンチャーズ』がかかり、特殊効果が水をかけて水浴び状態に。また屋外猛暑の撮影だったため、さんまや木村は汗だく。
- さんまの食事決め「看板娘お勧め料理」を木村が進行。輪島功一も4品目の選択肢として出演。さんまは雪村そばと湾岸スタジオ社員食堂AOMIの香港風豚焼き丼を注文。木村は余った游玄亭の焼肉を注文。木村がさんま専用前掛けを着用。
- 2006年正月の本放送でカットされたゲーム「携帯電話番号ルーレット」（ルールは、相手の携帯電話機の登録電話番号を五十音の1文字と数字の組み合わせを指名させてかけさせる）。二人とも黙々と電話を調べ、中井貴一とラモス瑠偉に生電話した。
- 木村が『オレたちひょうきん族』（フジテレビ）で人気を博した「タケちゃんマン」ならぬ「タクちゃんマン」に扮し、さんま扮するブラックデビルとだるま落としで対決。タクちゃんマン（木村）登場の際、木村は「俺、この間まで総理大臣（『CHANGE』（フジテレビ）の朝倉啓太）だったのに」とぼやいていた。
- その後さんまはV4スタジオへ戻り『爆笑!列島カーペット』（フジテレビ）内で、「限界超えた、屋上で炎天下でコントをするのはやめよう。」と、この回の『27時間テレビ』では一番大変なコーナーだった事を語る。これが後の2014年夏の特別回のリベンジに繋がる。

### 第7回（2009年）
- 2人でゴルフ対決を行う。『タモリ・たけし・さんまBIG3 世紀のゴルフマッチ』（フジテレビ）の名物コーナー「英語禁止ホール」なども行った。
- 水泳対決として、さんまVS木村で50m平泳ぎ真剣勝負を行った。結果、さんまが勝ち罰ゲームで木村が10mからの高跳びこみをおこなった。
- 特別回として夏に行われた、タクちゃんマンvsブラックデビルのリベンジを行い、再びだるま落としに挑戦。
- さんまの嫁探しはあまりにも過激すぎ、放送は微量になってしまった。
- エンディングは昨年の『27時間テレビ』（フジテレビ）でBEGINに急遽作ってもらった『笑顔のまんま』を歌う。

### 第8回（2010年正月）
- 木村の「ビビる事をしてみませんか？」の提案で戦闘機に乗ることに。その後、特別にブルーインパルスに搭乗出来る許可を得た。2人は事前に別日研修を受け、搭乗当日を迎えるが搭乗直前になってさんまが搭乗拒否。木村1人で乗ることとなった[12]。
- 移動車は2008年放送の『FNS27時間テレビ』（フジテレビ）でビートたけしに落書きされた、さんまのメルセデス・ベンツ・Gクラスを迷彩色に塗り直したもの。
- 対決はさんまの「テニスしようか？」から2人でテニス対決の予定だったが、その後話が進み「2対1だったら杉山愛に勝てるわ。」とさんまが言ったことで、さんま（ロジャーさんまフェデラー）・木村（ラファエル拓哉ナダル）vs杉山の2対1で対決を行うことに。結果は杉山の圧勝。
- 2009年の歴女ブームを受け、牛若丸の八艘跳びの逸話を基に、牛若丸超えを目指し跳び箱に挑戦することに。さんまは早々に断念したが、木村は17段まで跳ぶことに成功。しかし牛若丸は、科学的に計算すると39段跳べるとなり、遠く及ばなかった。
- 今年もさんまの嫁探しコーナーは、「正月のこの時間に放送を見てくれている男の為なら、もう結婚は諦めてもいい。」とのさんま発言により、「結婚断念記念スペシャル」とし、正月昼の時間帯ギリギリの放送を行う。しかし、会社がアウトと判断すると自主規制が入り、何度か映像が遮断されてしまった。
- エンディングの歌はマイケル・ジャクソンの案も出たが、結果忌野清志郎を歌うことに。仲井戸麗市をゲストに迎え、『毎日がブランニューディ』（忌野清志郎）を歌唱。

### 特別回2（2010年夏）
- 正式タイトルは『SMAP×SMAPスペシャル さんタク ブルーインパルス完全版』。本年に放送されたブルーインパルス搭乗に関する部分を、未公開映像と共に放送。この際にスタジオシーンは同年正月の回に放送された映像の編集版が使われた。
- この時期のフジテレビ月曜日の通常週で放送されている『月の恋人〜Moon Lovers〜』（木村主演のドラマ）、『ホンマでっか!?TV』（さんまの番組）の各番組が休止であった為の措置の一つでもあった。
- 番組の最後に来年の『さんタク』は何をやるかについて、新撮された2人のコメントが放送された。
- 番組初の夏での放送だった。

### 第9回（2011年）
- 2006年以来放送時間が2時間を超えた。
- 『ONE PIECE』好きなさんまと木村。それにちなみ、さんまが「冒険がしたい」と提案。様々なロケを行ってきた『さんタク』で未だ行っていない地中へ冒険と宝探しを行うことに。
- 移動車のBGMに初めてDJが挿入され、クリス・ペプラーが務めた。
- 冒険がテーマであるにもかかわらずなぜか沖縄・おきなわワールドを訪れる。冒険前に施設内のハブショーを観覧。女性ショースタッフ弄りなどで盛り上がる。
- いよいよ洞窟（玉泉洞）へ宝探しに。道中約30cmの穴をくぐるなど体力的・精神的に2人共参るも、鍾乳石の美しさなどに感動。ついに宝（ケイブパール）がある地点に到着し宝を持ち帰ろうとするが、ケイビングのマナーとして洞窟内の物は外部へ持ち出してはならない事が伝えられる。
- 対決は『ONE PIECE』ハマった記念でONE PIECEフィギュアをかけたそげキング対決（パチンコ対決）。過去のダーツ・射撃対決で勝利しているさんまが2連勝。木村も最終対決は勝利する。
- さんまが様々なスタッフに見たいと話している山火事で咲く花をスタッフが入手。トースターで種に熱を与えスタジオで花を咲かせてみる。しかし、この件のスタッフの扱い方や想像と違った花の咲き方でさんま唖然。
- 歌は木村が自身の主演映画『SPACE BATTLESHIP ヤマト』の主題歌「LOVE LIVES」（スティーヴン・タイラー）を古代進のコスチュームを着用して歌った。

### 第10回（2012年）
- 第3回（2005年）以来の元日放送。
- テーマは「復活」。
- 桑田真澄などの復活劇が紹介された。
- エンディングは岩手県釜石市の少年野球チームと「笑顔のまんま」（BEGIN with アホナスターズ）を歌った。

### 第11回（2013年）
- 2年連続の元日放送となった。
- ロケ企画は「11年目に入り、身も心も改めて引き締める」として南足柄市の「夕日の滝」で滝行を行った。
- スタジオでは「女性のイラ立ち」として女性ゲストが男性に抱える苛立ちをさんまと木村にぶつけるトークを前後篇に分けて行った。
  - 前篇では、大久保佳代子・LiLiCo・MEGUMI・小島慶子・加賀美セイラ・森崎友紀・小森純・芹那・冨永愛・トリンドル玲奈が登場した。
  - 後篇では、大久保・剛力彩芽・壇蜜・嗣永桃子・舞川あいくが登場した。
- 歌はロケ先で「あんた」（やしきたかじん）を木村とさんまがセッションした。

### 第12回（2014年正月）
- 番組12年目に突入。当番組が始まってから干支が1周した年でもある。
- 3年連続の元日放送になった。
  - 例年まで夕方の放送だったのだが、今年はさんまの番組『ホンマでっか!?TV 新春4時間超え!冬の新番組豪華出演者大襲来SP』（フジテレビ）の放送が19:00からだったため、少し早めの昼過ぎの放送になった。
- 『THE ONE』をテーマに、木村とさんまが未来のオリンピック候補と本気の勝負を挑んだ。
- 番組終わりに披露した曲は、番組初のオリジナル曲だった（トータス松本が作詞作曲で「トマトジュースだよ～ん」）。

### 特別回3（2014年夏）
- SMAPが総合司会を務める『武器はテレビ。 SMAP×FNS 27時間テレビ』（フジテレビ）のコーナーとして生放送。
- 最初は、ざわちんの北川景子風ものまねメイクを扉越しに見る事に。
- コーナー序盤のさんまと木村でスタジオでトーク中、さんタクでおなじみの本物のバーテンダー（一般人）がお茶を届けるタイミングが、さんタクコーナー直前に発走した競馬エルムステークスの支払い配当結果のタイミングと重なって、配当結果中継の画面に切り替わる直前で競馬好きのさんまが動揺。
- スタジオトーク後、屋外で「SMAPノンストップLIVE」の番宣CMを、さんまが監督のもと、SMAPがペンギンの格好をして撮影された。

### 第13回（2015年）
- SMAPのコンサートツアー「Mr.S "saikou de saikou no CONCERT TOUR"」福岡公演にさんまがサプライズでゲスト出演し、『アミダばばあの唄』を2人で歌った。
- スタジオでは2人の頬の粘膜から遺伝子を採取して遺伝子検査を行い、学習能力・身体能力・感性のカテゴリーにおいて2人の遺伝子が持つ潜在能力を比較した。
- スタジオトークの収録日が木村の誕生日であったためさんまが木村に鞄を贈り、そのお返しとして木村がTシャツをプレゼント。Tシャツを購入した古着屋を2人で訪問した。
- 日本人の青色発光ダイオードの発明における2014年度ノーベル物理学賞受賞を受けさんまが「LEDを使った何かをしたい」と提案し、LEDの残像を動画に残す技術を利用しひょうきん絵描き歌を空中に描いた。また、LEDパネルを利用し1人1文字ずつ手描きで巨大な「賀正」の2文字を描いた。完成後、LEDスティックによるプログラミング技術を見せられ、2人で改めてプログラミングされた「賀正」の文字と新年のメッセージを描画した。
- 歌は、上記のコンサートで木村が自身のソロ曲『One Chance!』を歌う模様を放送した。

### 第14回（2016年）
- 5年連続の元日放送。
- なんばグランド花月で行われた夜公演『滑浪』にさんまと木村がサプライズ出演し、『滑浪』のMCをしていた次長課長の河本準一と3人で披露した。

### 第15回（2017年）
- 諸事情により元日放送はされず、4月10日の21:00 - 23:18に放送された。番組史上初となるゴールデンタイム・プライムタイム及び春での放送となった（つまり年頭ではなく年度初頭での放送となる）。なお、収録は3月に行われた。初の珍事・出来事・緊急事態発生だった。
- 例年の元日より約3ヶ月遅れの放送となった諸事情は、さんま曰く「大晦日のSMAPの解散の翌日にこの番組で陽気に2人が喋って番組をやるのは違和感があるから、あえて放送時期を4月にずらそう、っていうことになった」と語っていた[2]。
- オープニングトークにて、さんまがSMAPの解散について言及し「（解散から）3カ月間、プータローやったらしいで」と暴露したうえ[2][13]、さらにSMAP解散直後に木村が『関口宏の東京フレンドパーク2017新春ドラマ大集合SP!!』（TBS系、1月9日）に出演していた[14]件にまで言及した。
- 木村がさんまの1日付き人を体験するロケでは、ゴルフ練習場や、さんまのラジオ番組『ヤングタウン土曜日』（MBSラジオ）のスタジオ（この日は、石川梨華入籍発表直後、道重さゆみ復帰後メディア初仕事、岡田ロビン翔子は木村と初共演。や『さんまのお笑い向上委員会』（フジテレビ）の収録スタジオなどを訪問した[13]。
- また、2人が出演した主なドラマの名シーンをめぐる「聖地巡礼の旅」として、『男女7人秋物語』（TBS、さんま）に登場した清洲橋や、『ロングバケーション』（フジテレビ、木村）に出てきた新大橋などを船で巡った[13]。歌は、船上から木村が『ロンバケ』主題歌である『LA・LA・LA LOVE SONG』（久保田利伸 with NAOMI CAMPBELL）をギター一本で披露した[13]。
- なお、翌年より再び正月放送に復帰となるため、年度初頭且つゴールデン・プライム枠での放送はこの回限りとなった。

### 第16回（2018年）
- 約2年ぶりの正月放送復帰となるこの回は、1月1日の16:00 - 18:00の枠で放送[5]。
- 主なゲストとして渡辺直美らが出演[15]。
- 歌は「トリセツ」（西野カナ）

### 第17回（2019年）
- 一級船舶免許を取得した木村拓哉の操舵で海へ。
- 歌は「君といつまでも」（加山雄三）

### 第18回（2020年）
- 翌年1月に舞台を控えたさんま、ギリギリまで『グランメゾン東京』（TBS）の撮影があった木村。その忙しい合間を縫って奄美大島へロケ。
- 歌は、木村拓哉の初ソロデビューアルバムから「A Piece Of My Life」

### 第19回（2021年）
- 番組史上初の生放送を実施。
- ゲストは浅田美代子、亀梨和也（KAT-TUN）、河合郁人（A.B.C-Z）、Creepy Nuts、ナインティナイン[16]、爆笑問題[17]、MISIA[18][19]。
- オープニングはフジテレビ本社屋上からスタート。スタジオセットはこれまでとは違い、毎年さんまが年末年始にオーストラリアにある別荘に渡航しているため、今回は別荘を再現した（さんまによると違う点が多々あった）。
- 2020年12月30日に結婚を発表したSMAP元メンバーの草彅剛について、木村が言及する場面があった。
- 佐藤浩市が途中電話で出演した。
- 番組後半にはお年玉プレゼント企画を実施。ルールは事前に応募している小学生6年生以下の視聴者を対象とした生電話で、簡単な3択クイズを出題し正解すれば1万円獲得。するとさらにボーナスとして、木村がバスケットボールのフリースローを成功すればボーナスも獲得出来る。フリースローの位置によってボーナスの量が変動する。ゴールから近い順に3万円、5万円、日産・スカイライン[20]（1台でもプレゼントすると終了）。ボーナスプレゼントは小学生視聴者が選択することができる。
- ラストは番組では恒例となっている歌唱だが、今回は生放送なのでデータ放送による視聴者投票で一番得票数が高い曲を木村が歌うということになった。その選択肢は瑛人の『香水』、小泉今日子の『なんてったってアイドル』（さんまのリクエスト）、SMAPの『がんばりましょう』（河合郁人のリクエスト）の3択のうち視聴者投票で最も高かったのは『がんばりましょう』だった。木村と亀梨、河合、Creepy NutsのDJとラップのコラボで熱唱した。

### 第21回（2023年）
- 元旦夕方15:00から17:00まで放送。
- テーマは「セカンドハウス」「セカンドライフ」[21]
- 奄美大島ロケを行い、二人同時1オンチャレンジや20年ぶりにさんまがサーフィンを行うなどした[22]。

### 第22回（2024年）
- テーマは「ドキドキ」
- 放送中、16時10分に能登半島地震が発生し、それに伴う報道特別番組を放送したため途中打ち切りとなった[23]。
  - フジテレビでは、1月20日の16:00 - 16:55（『土曜スペシャル』枠）に本放送で未放送だった後半部分を放送（その他の系列局でも同時刻の未放送、もしくは後日放送が行われる予定）[24]。冒頭では地震の被災者へのお見舞いのテロップが表示された[25]。
- オープニングのBGMは、YOU THE ROCK★の「GRAND MASTER FRESH Pt.2 feat. Fantastic Plastic Machine[26]」。
- Snow ManとYouTube撮影を実行[27]。そこで、木村がYouTubeチャンネルを開設する事を発表した[28][29]。また、後にSnow ManのYouTubeチャンネルでもさんまと木村が出演した企画動画が公開されており、実質本番組とSnow ManのYouTubeチャンネルのコラボ企画として展開。
- 歌はさんまが作詞した木村の新曲「メニュー」[25]。

### 第23回（2025年）
- 放送序盤では、木村のソロコンサートツアーの横浜公演（2024年10月）に、サプライズでゲスト出演したさんまと木村のトークシーンなどが放送された。
- 能登半島地震から1年となる今回は、さんまと木村が能登半島地震の被災地で復興のお手伝いとして、1000人分の炊き出しと地元の子どもたちとの野球での交流を行う[30]。他局がそれから1年の報道特別番組[注 8]を編成する中、フジテレビではそれを行わない代わりに当番組を事実上の代替とした。
- 歌は「上を向いて歩こう」。（この曲が歌われた理由は、昨年（2024年）の当番組の放送途中で能登半島地震が発生したことに関連して、上記のコンサートにサプライズでゲスト出演したさんま曰く「皆が前を向いて生きていけるように」、という願いが込められて、上記のコンサートの会場である横浜スーパーアリーナにて、この曲が歌われた。）

## スタッフ

### 第23回（2025年）
- 構成→作家：大井洋一（第17,21回 - ）
- 美術制作：三竹寛典（フジテレビ／フジアール）
- デザイナー：水上啓光、永井達也（フジテレビ／フジアール、永井→第20回 - ）
- アートコーディネーター：西嶋友里（フジアール、第22回）
- 大道具：鎌田大祐（第23回、以前も担当）
- アクリル装飾：犬塚健
- 電飾：渕井猛司
- 持道具：蜘手洋子（第20回 - 、以前も担当）
- 装飾：中島将文（第23回）
- 植木装飾：小笠原了平（第18回 - ）
- タイトル：岩崎光明
- 生花装飾：山寺由美（第20回 - 、以前も担当）
- スタイリスト：野口強（木村拓哉担当）、山下貢理子（第13回 - ）（明石家さんま担当）
- メイク：中嶋竜司（第20,22回 - ）、高村明日見（美）（第18回 - ）
- 技術：共同テレビ
- 技術協力（第21回-）：スウィッシュ・ジャパン、fmt、サークル、IMAGICA、OMNIBUS JAPAN、casinodrive（スウィッシュ→第22回-、サーク〜casin→第23回、IMAG→以前も担当）
- TP（第21回 - ）：斉藤伸介（フジテレビ、第22回-）
- TD：岡田和美（第23回、以前は第19 - 22回までTD/SW兼務）
- SW：西口雄大（第23回 - ）
- CAM：瀬田学（第18,20回-）、深澤克仁、大石飛雄馬、吉田順一、田宮長昭、磯前裕之（深澤〜磯前→第23回）
- VE：原由樹（第21回 - ）、前田成慧（第23回）
- AUD：沢(澤)津橋武志（第20回 - 、以前も担当）、高橋俊介、髙木菜摘（高橋・髙木→第23回）
- 特機（第23回）：滝澤健太、藤田英夫、石井秀明、新倉正巳、栗原智（全員→第23回）
- 照明：宗像徹馬（第18回 - 、以前も担当）
- 音響効果：松長芳樹（第23回）
- MA：吉田肇、古川小百合（共に第23回）
- 協力：輪島市役所、河野圭介、石川テレビ、CR-ASSIRT（全員→第23回）
- ロケCAM（第23回）：五十嵐陽、芳川和也
- ロケAUD（第23回）：小澤真琴
- 音楽制作協力（第20回 - ）：見上浩司、ハーフトーンミュージック（共に第20回 - ）
- 編成：山田賢太郎（フジテレビ、第23回）
- 広報：望月亜慧梨（フジテレビ、第21,23回）
- TK：髙木美紀（エーステレビ）
- デスク：市川亜季（第17,19回 - ）
- 制作協力：ジッピー
- AD：髙木裕太郎（第19回 - ）、稲垣安希、井戸田絵里加、三上葵（稲垣〜三上→共に第23回）/伊藤大地、小林姫佳、杉村昌汰、馬塲舞子、三井夢乃、田村大樹（伊藤・馬塲→第20回 - 、小林→第21回 - 、三井→第22回 - 、杉村・田村→第23回）
- ディレクター：黒岩栄治（第23回）、藤原祥子（第22回 - ）、阪口智稀・島田和正・杉野幹典（フジテレビ、阪口・島田→第23回、杉野→第22回 - ）、池田おさむ（READREAD、第19,23回）
- プロデューサー：北條とも子（ジッピー、第19回 - 、第17,18回は制作プロデューサー）、碓氷容子（UNITED PRODUCTIONS、第23回）、竹岡直弘（フジテレビ、第23回）
- ゼネラルプロデューサー：黒木彰一（フジテレビ、第21回 - 、第1回はディレクター、第2 - 6回はプロデューサー、第20回までCP）
- チーフプロデューサー：上野貴央（フジテレビ、第21回 - 、第16,17回はプロデューサー→一時離脱）
- 演出：池田哲也（第22回 - ）
- 総合演出：出口敬生（フジテレビ、第17回 - 、以前は第1回はFD、第2回からディレクター、第16回までは演出）
- 制作：フジテレビ編成制作局制作センター第二制作室（2016年まではバラエティ制作センター、2017年は第2制作センター、2018年は編成局制作センター第二制作室）
- 制作著作：フジテレビ

### 過去のスタッフ
- 企画・演出→編成：小松純也（フジテレビ、第1回はプロデューサー兼任）
- 構成：倉本美津留（第1 - 6回）、鈴木おさむ（第1 - 13,15 - 21回）、あだち昌也（第19,20回）、久住祐摩（第18 - 20回）
- ナレーター：ケント・フリック（第1,17回）、谷岡慎一（フジテレビアナウンサー、第19回）、佐野瑞樹（フジテレビアナウンサー、第20回）、梅津弥英子（フジテレビアナウンサー、第22回）
- 美術制作：井上明裕
- 美術進行：大野恭一郎
- アートコーディネーター：中村秀美（第19 - 21回、第18回までは美術進行）
- 大道具：原田和久、堅木弘史、三田部義広、杉本孝宏（杉本→第22回）
- 持道具：土屋洋子（第1,19回）
- アートフレーム：永濱大作
- 特殊効果（第19回）：中溝雅彦（第19回）
- 装飾：望月富夫、福留克年、山下正美、林成利、川合将吾（川合→第15,18回）、錦織洋史（錦織→第16,17回）、高祖朋代（高祖→第19回）、千葉ゆり（千葉→第20回）、百瀬貴弥（百瀬→第22回）
- アクリル装飾：佐藤則雄、北神窓夏
- 視覚効果：猪又悟（第2回）、菅谷守（第20回）
- 生花装飾：根本由美子
- 植木装飾：広田明、佐川忠由（佐川→第17回）
- 衣裳：城戸政人、浅見彰
- フードコーディネーター（第19回）：山崎典子（第19回）
- TP（第21回-）：田辺絢一（第21回）
- TD：佐々木信一（以前はSW兼務）
- SW：大嶋徹、小林知司（小林→以前はCAM担当）
- CAM：小川経一、関満夫、藤田弘二、寺本和美、石井友幸、村野哲也、伴野匡、中野誠也（中野→第22回）
- VE：梶川辰雄、田口彰則、富田祐介、岡部菜穂子（岡部→第15 - 17回）、郡司洋、吉田崇、松吉英明（第18 - 20回）、若宮美歩（第20回）
- AUD：斉藤哲史、村脇昭一、近藤崇弘、澤田顕一（澤田→第18 - 20回）、久馬邦一（久馬→第22回）
- 照明：毛利克也、佐藤博樹、松浦喬史（松浦→第16,17回）、岸本直樹、紙透貴仁（紙透→第22回）
- PA：吉竹新、野口貴之（野口→第15 - 17回）、白鳥慎一郎（第18 - 21回）
- ドローン：山田康一（第15回）
- ドローン撮影：緑勇人（第18,21回）
- 水中撮影：土屋尚幸（第18,21回）
- 水中CAM（第1,18回）：古村昌徳（第1回）、小谷智士（第18回）
- 音響効果：西野有彦、坂本洋子
- CGデザイン（第19回）：木本禎子（第19回）
- CG送出（第19回）：当銀優季（第19回）
- 編集：佐久間瞳（第13回）、三ツ井貴文、太田友康（LEO）、久世圭子（久世→第15 - 17回）、葉柴栄次（第20 - 22回、以前も担当）、立畑舞（立畑→第18,20 - 22回）、坂本貴志
- MA：長田浩幸、藤井啓介（藤井→第16,17回）、円城寺暁、高橋誠一郎（高橋→以前も担当）
- キャスティング協力（第20回）：横山淳（福島テレビ）、植村敦・玉野鼓太郎（フジテレビ、共に第20回）
- CG：mofu（第6回）、瀬井貴之、渡辺之雄
- リサーチ：VISPO（第18回）、稲津大周（フォーミュレーション、第21,22回）
- 音楽制作協力（第20回 - ）：佐藤学、西桂吾（共に第21回）
- 技術協力︰NEXT、サンフォニックス（サンフォ→第21,22回-、以前も担当）
- 協力：共同エディット、SHIBUYA、コマデン、VIDEO STATION Q、バックヤードスタヂオ、よしもとクリエイティブ・エージェンシー（明石家さんま、第20回は表記なし）、ジャニーズ事務所（木村拓哉、第21回まで）
- スタイリスト：矢野悦子（第12回まで）（明石家さんま担当）、栗田泰臣、黒澤彰乃（黒澤→第15回）、亘つぐみ（第20,21回）
- メイク：高梨由美子、山内勝博、内野晶子、安藤有美、菊池勲、南里真衣（南里→第15回）、金田順子、大友麻衣子（大友→第16,17回）、酒井啓介（第18回）
- かつら：中野奈緒
- 編成：荒井昭博（フジテレビ、第1,2回）、立松嗣章（フジテレビ、第2,4回）、渋谷謙太郎（フジテレビ、第12回まで）、加藤達也（フジテレビ、第13 - 17回）、島本講太（フジテレビ、第18,19回）、春名剛生（フジテレビ、第20,21回、第6回はAP、第7 - 15回はプロデューサー）、宮崎鉄平（フジテレビ、第22回）
- 広報：出澤真理子（フジテレビ、第1,2回は編成）、小中ももこ（フジテレビ、第16回まで、第1回は編成）、高橋慶哉（フジテレビ、第16回）、神崎素子（フジテレビ、第18,19回、第1回は編成）、木場晴香（フジテレビ、第17,20回）、長田裕依（フジテレビ、第22回）
- 連絡：元吉里枝（フジテレビ、第1,2,4回）、保坂美帆（フジテレビ）
- デスク：宮崎由佳（フジテレビ）、小林琴美（第18回）
- AD：高田雄太（第4,6回はFD）、川野智子（第9回）、渋川大輔、青木和弘、山口ひとみ、江口諒一、松本奈緒美、千葉悠矢（フジテレビ）（山口～千葉→全員第15回）、大平賢治、田中英梨子（フジテレビ、第17回）、柿木哲哉（柿木→第18回）、佐藤陽（佐藤→第16回 - ）、茂木喜也、西川祐矢（茂木以降→第19回）、杉本晴香、古川周、邑田裕斗（杉本以降→第20回）、齋藤未来（第20,21回）、一野瀬開太（ガスコイン・カンパニー）、髙柳李々花（第20 - 22回）、倉田千尋（第22回）
- FD：益田洋平、金澤周太朗（第15回）
- AP：朝倉千代子（第4回）、河西秀幸（関西テレビ、第6回）、小関悠介（フジテレビ）、中山佳祐（共同テレビ）（小関・中山→第15回）、相場優衣子（クリーク・アンド・リバー社、第18回）、寺元由嘉（第18 - 22回）
- 制作プロデューサー：見戸夏美（フジテレビ、第17回）
- スーパーバイザー：三宅恵介・加茂裕治（共にフジテレビ）
- ディレクター：亀高美智子（フジテレビ、第1回）、名城ラリータ（フジクリエイティブコーポレーション、第4回、第2回はFD）、杉原裕一（オイコーポレーション、第5 - 7回）、坂田佳弘（関西テレビ、第6 - 9回）、安井章浩（デフコンファイブ）、一場孝夫（NET WEB、第17 - 19回）、桑原慶介（ジッピー、第18回）、千葉龍（ジッピー、第17,19回）、林千恵子（林→第19回）、水賀美佑太（水賀美→第20回）、松永健太郎（アズバーズ→共同テレビ、第5 - 22回）、穐田章吾（穐田→第20回 - 、第19回はAD）・渡辺剛（NET WEB、第17 - 19回 - 、以前も担当）、岡田純一（アズバーズ、第13回ではFD、以前も担当）
- プロデューサー︰五十嵐元（フジテレビ、第21,22回）
- 演出：加藤タケル（フジテレビ、第19 - 21回、第17,18回は武名義）

## ネット局
| 放送対象地域   | 放送局                    | 系列                                         |
| 関東広域圏     | フジテレビ（CX）          | フジテレビ系列                               |
| 北海道         | 北海道文化放送（uhb）     | フジテレビ系列                               |
| 岩手県         | 岩手めんこいテレビ（mit） | フジテレビ系列                               |
| 宮城県         | 仙台放送（OX）            | フジテレビ系列                               |
| 秋田県         | 秋田テレビ（AKT）         | フジテレビ系列                               |
| 山形県         | さくらんぼテレビ（SAY）   | フジテレビ系列                               |
| 福島県         | 福島テレビ（FTV）         | フジテレビ系列                               |
| 新潟県         | NST新潟総合テレビ（NST）  | フジテレビ系列                               |
| 長野県         | 長野放送（NBS）           | フジテレビ系列                               |
| 静岡県         | テレビ静岡（SUT）         | フジテレビ系列                               |
| 富山県         | 富山テレビ（BBT）         | フジテレビ系列                               |
| 石川県         | 石川テレビ（ITC）         | フジテレビ系列                               |
| 福井県         | 福井テレビ（FTB）         | フジテレビ系列                               |
| 中京広域圏     | 東海テレビ（THK）         | フジテレビ系列                               |
| 近畿広域圏     | 関西テレビ（KTV）         | フジテレビ系列                               |
| 鳥取県・島根県 | さんいん中央テレビ（TSK） | フジテレビ系列                               |
| 岡山県・香川県 | 岡山放送（OHK）           | フジテレビ系列                               |
| 広島県         | テレビ新広島（TSS）       | フジテレビ系列                               |
| 愛媛県         | テレビ愛媛（EBC）         | フジテレビ系列                               |
| 高知県         | 高知さんさんテレビ（KSS） | フジテレビ系列                               |
| 福岡県         | テレビ西日本（TNC）       | フジテレビ系列                               |
| 佐賀県         | サガテレビ（STS）         | フジテレビ系列                               |
| 長崎県         | テレビ長崎（KTN）         | フジテレビ系列                               |
| 熊本県         | テレビくまもと（TKU）     | フジテレビ系列                               |
| 大分県         | テレビ大分（TOS）         | 日本テレビ系列 フジテレビ系列                |
| 宮崎県         | テレビ宮崎（UMK）         | フジテレビ系列 日本テレビ系列 テレビ朝日系列 |
| 鹿児島県       | 鹿児島テレビ（KTS）       | フジテレビ系列                               |
| 沖縄県         | 沖縄テレビ（OTV）         | フジテレビ系列                               |

・テレビ大分では、2008年と2014年のFNS27時間テレビ特別回は未放送。
・2017年の第15回はクロスネット局であるテレビ大分とテレビ宮崎では遅れネットで放送

## 関連番組
- SMAP×SMAP